# Liste des ponts sur l'Allier
Ne doit pas être confondu avec la Liste de ponts de l'Allier qui liste les ponts présents dans le département de l'Allier
La liste des ponts sur l'Allier présente les ponts présents sur l'Allier — et ses bras — la rivière française qui s'écoule sur 420 km, principalement en Auvergne et dans le Bourbonnais, dans le Massif central.
L'Allier est franchi par plus d'une centaine de ponts, plus de 130 si on y inclut ceux ne franchissant qu'un de ses bras. Dans l'Antiquité, s'il existait probablement des ponts en bois gaulois, les premiers ponts dont on trouve mention sont les ponts provisoires que construisirent les légions romaines de Jules César lorsqu'elles franchirent l'Allier (probablement entre les actuelles villes de Moulins et Vichy) lors de leur montée vers Gergovie (situé à quelques kilomètres au nord de l'actuelle Clermont-Ferrand) puis lors de leur retour de la bataille lorsqu'ils repassèrent sur la rive droite (probablement à hauteur de Vichy) en 52 av. J.-C. ; César les évoquent dans ses Commentaires sur la Guerre des Gaules. Les mentions et traces suivantes de pont sur l'Allier datent ensuite du Moyen Age avec la construction et la reconstruction de différents ponts en bois puis en pierre mais ne résistant pas (sauf les ponts très en amont) aux violentes crues de l'Allier et à ses fréquents changements de cours. Il fallut attendre le milieu du XVIIIe siècle avec la construction du pont Régemortes à Moulins pour qu'un ouvrage résiste au crues les plus violentes dont les exceptionnelles crues du XIXe, qui emportèrent différents ponts plus récents, comme le pont suspendu de Vichy. Ce n'est que dans le dernier quart du XIXe siècle que les progrès techniques aidant, des ponts durables furent construits. 

## Liste
Les ouvrages sont listés par département, de l'aval de la rivière vers son amont et précise, après chaque pont, le nom des communes qu'ils relient, en commençant par celle située sur la rive gauche de la rivière.
Les ponts franchissant l'Allier appartiennent à différentes catégories :
- voie routière ou autoroutière ,
- voie ferrée
- passerelle piétonne
- pont mixte (route + rail)  +
- pont mixte (rail + piétons)  +
- pont-canal

Certains relient une berge à une île et ne franchissent donc qu'un bras. D'autres sont en ruines et infranchissables.
Certains ponts sont inscrits ou classés aux monuments historiques, ou encore répertoriés dans l’inventaire général du patrimoine culturel du Ministère de la Culture :
- pont inscrit
- pont classé

Cette liste n’indique pas les ponts présents au-dessus des affluents de l'Allier.
| Image                | Pont                                         | Rive gauche                             | Milieu        | Rive droite                         | Longueur totale | Localisation                    | Type du pont   | Route/ ligne ferroviaire               | Année            | Monument historique | Commentaire |
| Cher / Nièvre        | Cher / Nièvre                                | Cher / Nièvre                           | Cher / Nièvre | Cher / Nièvre                       | Cher / Nièvre   | Cher / Nièvre                   | Cher / Nièvre  | Cher / Nièvre                          | Cher / Nièvre    | Cher / Nièvre       | Cher / Nièvre |
| -------------------- | -------------------------------------------- | --------------------------------------- | ------------- | ----------------------------------- | --------------- | ------------------------------- | -------------- | -------------------------------------- | ---------------- | ------------------- | --- |
|                      |                                              | Cuffy (Cher)                            |               | Gimouille (Nièvre)                  |                 | 46° 56′ 51,4″ N, 3° 04′ 24,9″ E |                | D 976                                  |                  |                     | |
|                      | Pont-canal du Guétin                         | Cuffy (Cher)                            |               | Gimouille (Nièvre)                  | 370 m           | 46° 56′ 45″ N, 3° 04′ 17,7″ E   |                | Canal latéral à la Loire               | 1838             |                     | |
|                      | Viaduc de Saincaize (viaduc de l'Allier)     | Apremont-sur-Allier (Cher)              |               | Saincaize-Meauce Gimouille (Nièvre) |                 | 46° 56′ 08,3″ N, 3° 03′ 55″ E   |                | Ligne de Vierzon à Saincaize           |                  |                     | Le pont marque la limite communale entre Saincaize-Meauce (au sud) et Gimouille (au nord). La gare de Saincaize est située juste au sud-est du pont.                           |
|                      |                                              | Mornay-sur-Allier (Cher)                |               | Langeron (Nièvre)                   |                 | 46° 48′ 54,2″ N, 3° 02′ 40,2″ E |                | D 2076                                 |                  |                     | |
| Allier / Nièvre      |                                              |                                         |               |                                     |                 |                                 |                |                                        |                  |                     | |
|                      | Pont du Veurdre                              | Le Veurdre (Allier)                     |               | Livry (Nièvre)                      |                 | 46° 45′ 29,6″ N, 3° 02′ 56,9″ E |                | D 978A                                 | 1948             |                     | Remplace le pont détruit par la Résistance en 1944 et âprement défendu en juin 1940                                                                                            |
| Allier               |                                              |                                         |               |                                     |                 |                                 |                |                                        |                  |                     | |
|                      | Pont de Morat                                | Bagneux                                 |               | Villeneuve-sur-Allier               |                 | 46° 39′ 32,7″ N, 3° 13′ 45,1″ E |                | D 133                                  |                  |                     | |
|                      | Pont                                         | Moulins                                 |               | Moulins                             |                 | 46° 34′ 01,1″ N, 3° 19′ 07″ E   |                |                                        | 2023             |                     | |
|                      | Pont Régemortes                              | Moulins                                 |               | Moulins                             | 301,5 m         | 46° 33′ 42,6″ N, 3° 19′ 23,6″ E | Pont en pierre | D 2009                                 | 1763             | Inscrit MH (1946)   | Plus ancien pont dans l'Allier et les départements aval encore debout. |
|                      | Pont de fer ou Pont noir                     | Bressolles                              |               | Moulins                             |                 | 46° 33′ 17,2″ N, 3° 19′ 40,9″ E |                | Anciennement Ligne Montluçon - Moulins |                  |                     | Ancienne voie ferrée transformée en voie verte en 2021 |
|                      |                                              | Chemilly                                |               | Bessay-sur-Allier                   | 416 m           | 46° 28′ 49″ N, 3° 19′ 46,4″ E   |                | A79 (RCEA)                             |                  |                     | Traversée du Val d'Allier |
|                      |                                              | Chemilly                                |               | Bessay-sur-Allier                   |                 | 46° 28′ 48,4″ N, 3° 19′ 46,4″ E |                | N 79 (RCEA)                            |                  |                     | |
|                      | Pont de Chatel-de-Neuvre                     | Châtel-de-Neuvre                        |               | La Ferté-Hauterive                  |                 | 46° 24′ 07,4″ N, 3° 19′ 03,1″ E |                | D 32                                   |                  |                     | |
|                      | Pont                                         | Contigny                                |               | Saint-Loup                          |                 | 46° 20′ 59,6″ N, 3° 20′ 50,8″ E |                | Ligne La Ferté-H. - Gannat             |                  |                     | |
|                      | Pont de Varennes ou pont de Chazeuil         | Paray-sous-Briailles                    |               | Varennes-sur-Allier                 |                 | 46° 19′ 19,8″ N, 3° 21′ 53,1″ E |                | D 46                                   |                  |                     | |
|                      | Pont de Billy                                | Marcenat                                |               | Billy                               |                 | 46° 14′ 08,6″ N, 3° 25′ 26″ E   | Pont en arc    | D 130                                  | 1937             |                     | |
|                      | Pont ferroviaire de Saint-Germain-des-Fossés | Saint-Rémy-en-Rollat                    |               | Saint-Germain-des-Fossés            |                 | 46° 11′ 34,1″ N, 3° 25′ 06,5″ E |                | Ligne St-Germain-des-F. - Nîmes-C.     |                  |                     | |
|                      | Pont de Saint-Germain-des-Fossés             | Saint-Rémy-en-Rollat                    |               | Saint-Germain-des-Fossés            |                 | 46° 11′ 33″ N, 3° 25′ 06,2″ E   | Pont à poutres | D 67                                   |                  |                     | |
|                      | Pont Boutiron                                | Charmeil                                |               | Creuzier-le-Vieux                   | 202,52 m        | 46° 09′ 13,6″ N, 3° 24′ 36,1″ E |                | D 27                                   | 1913             | Inscrit MH (2021)   | Construit par Eugène Freyssinet |
|                      | Pont de l'Europe                             | Bellerive-sur-Allier                    |               | Vichy                               | 256 m           | 46° 08′ 30,9″ N, 3° 24′ 40,2″ E |                | D 6E                                   | 1963             |                     | Pont-barrage |
|                      | Pont de Bellerive                            | Bellerive-sur-Allier                    |               | Vichy                               | 220 m           | 46° 07′ 09″ N, 3° 25′ 02″ E     | Pont à poutres | D 2209                                 | 1932             |                     | |
|                      | Viaduc d'Abrest                              | Hauterive                               |               | Abrest                              |                 | 46° 05′ 46,3″ N, 3° 26′ 32,5″ E |                | Ligne Vichy - Riom                     |                  |                     | |
| Puy-de-Dôme / Allier |                                              |                                         |               |                                     |                 |                                 |                |                                        |                  |                     | |
|                      | Pont des Sources                             | Saint-Sylvestre-Pragoulin (Puy-de-Dôme) |               | Saint-Yorre (Allier)                |                 | 46° 03′ 42,6″ N, 3° 27′ 30,6″ E |                | D 434 / D 121                          |                  |                     | |
|                      |                                              | Saint-Priest-Bramefant (Puy-de-Dôme)    |               | Saint-Yorre (Allier)                | 200 m           | 46° 02′ 40,7″ N, 3° 28′ 07,2″ E |                | D 906 Contournement de Vichy           | 2016             |                     | |
| Puy-de-Dôme          |                                              |                                         |               |                                     |                 |                                 |                |                                        |                  |                     | |
| À compléter          | Pont de Ris                                  | Mons                                    |               | Ris                                 |                 | 46° 00′ 36,2″ N, 3° 28′ 24″ E   |                | D 43                                   |                  |                     | |
|                      | Pont de Limons                               | Limons                                  |               | Limons                              |                 | 45° 58′ 09,4″ N, 3° 26′ 52,6″ E |                | D 63                                   |                  |                     | |
|                      | Pont                                         | Maringues                               |               | Crevant-Laveine                     |                 | 45° 55′ 00″ N, 3° 21′ 51,4″ E   |                | D 223                                  |                  |                     | |
|                      | Pont                                         | Joze                                    |               | Joze                                |                 | 45° 51′ 42,5″ N, 3° 18′ 24,4″ E |                | D 20 / V70                             |                  |                     | |
|                      | Pont                                         | Les Martres-d'Artière                   |               | Les Martres-d'Artière               |                 | 45° 49′ 54,3″ N, 3° 17′ 20″ E   |                | A89                                    |                  |                     | |
|                      | Pont                                         | Pont-du-Château                         |               | Pont-du-Château                     |                 | 45° 47′ 46,5″ N, 3° 15′ 30,3″ E |                | M 2089                                 |                  |                     | |
|                      | Passerelle                                   | Pont-du-Château                         |               | Pont-du-Château                     |                 | 45° 47′ 38,8″ N, 3° 14′ 55″ E   |                |                                        |                  |                     | |
|                      | Pont                                         | Pont-du-Château                         |               | Pont-du-Château                     |                 | 45° 47′ 17,7″ N, 3° 14′ 34,7″ E |                | Ligne Clermont-F. - St-Just-sur-L.     |                  |                     | |
|                      | Pont                                         | Mur-sur-Allier                          |               | Mur-sur-Allier                      |                 | 45° 46′ 28″ N, 3° 14′ 18,5″ E   |                | D 769                                  |                  |                     | |
|                      | Pont de Dallet                               | Mur-sur-Allier                          |               | Mur-sur-Allier                      |                 | 45° 46′ 23″ N, 3° 14′ 15″ E     |                | D 769A / V70                           | 1899             |                     | |
|                      | Pont                                         | Cournon-d'Auvergne                      |               | Mur-sur-Allier                      |                 | 45° 44′ 59,3″ N, 3° 13′ 09,9″ E |                |                                        |                  |                     | |
|                      | Pont de Cournon                              | Cournon-d'Auvergne                      |               | Pérignat-sur-Allier                 |                 | 45° 43′ 47″ N, 3° 12′ 46,8″ E   |                | D 212                                  |                  |                     | |
|                      | Pont de Mirefleurs                           | Les Martres-de-Veyre                    |               | Mirefleurs                          |                 | 45° 41′ 23,3″ N, 3° 12′ 08,1″ E |                | D 751                                  |                  |                     | |
|                      | Pont de Longues                              | Les Martres-de-Veyre                    |               | Vic-le-Comte                        |                 | 45° 40′ 05,6″ N, 3° 12′ 36,4″ E |                | D 225                                  |                  |                     | L'ancien pont suspendu a été remplacé par le pont actuel au début des années 1970                                                                                              |
|                      | Viaduc de Longues                            | Les Martres-de-Veyre                    |               | Vic-le-Comte                        |                 | 45° 40′ 07,8″ N, 3° 12′ 31″ E   |                | Ligne St-Germain-des-F. - Nîmes-C.     | 1994             |                     | L'ancien viaduc de 1855, en treillis métallique a été reconstruit en 1994 |
|                      | Pont des Goules                              | Corent (Pont des Goules)                |               | Vic-le-Comte                        |                 | 45° 39′ 40,8″ N, 3° 12′ 08″ E   |                | D 96                                   | 1951             |                     | Ancien pont construit à la fin du XIXe siècle, dynamité en août 1944 |
|                      | Pont suspendu de Coudes                      | Coudes                                  |               | Parent                              |                 | 45° 36′ 54,5″ N, 3° 12′ 40,4″ E |                |                                        | 1846             |                     | |
|                      | Nouveau pont de Coudes                       | Coudes                                  |               | Parent                              |                 | 45° 36′ 50″ N, 3° 12′ 42,5″ E   |                | D 229                                  | 1976             |                     | |
|                      | Pont                                         | Issoire                                 |               | Orbeil                              |                 | 45° 33′ 59″ N, 3° 15′ 08,3″ E   |                | Ligne St-Germain-des-F. - Nîmes-C.     |                  |                     | |
|                      | Pont d'Orbeil                                | Issoire                                 |               | Orbeil                              |                 | 45° 33′ 26″ N, 3° 16′ 27″ E     |                | D 9                                    |                  |                     | |
|                      | Pont suspendu de Parentignat                 | Issoire                                 |               | Parentignat                         |                 | 45° 32′ 38,6″ N, 3° 16′ 33″ E   |                | D 996C (dévié vers le nouveau pont)    | 1830             | Inscrit MH (1975)   | |
|                      |                                              | Issoire                                 |               | Parentignat                         |                 | 45° 32′ 35,3″ N, 3° 16′ 30,9″ E |                | D 996                                  |                  |                     | |
|                      | Pont Pakowski                                | Le Breuil-sur-Couze                     |               | Nonette-Orsonnette                  |                 | 45° 28′ 07,4″ N, 3° 16′ 50″ E   |                | D 123                                  |                  |                     | |
|                      | Pont                                         | Beaulieu                                |               | Auzat-la-Combelle                   |                 | 45° 27′ 09,8″ N, 3° 18′ 13″ E   |                | D 214                                  |                  |                     | |
|                      | Pont                                         | Jumeaux                                 |               | Jumeaux                             |                 | 45° 25′ 42,7″ N, 3° 20′ 06,1″ E |                | D 34                                   |                  |                     | |
| Haute-Loire          |                                              |                                         |               |                                     |                 |                                 |                |                                        |                  |                     | |
|                      | Pont                                         | Vézézoux                                |               | Vézézoux                            |                 | 45° 23′ 38,9″ N, 3° 20′ 17,3″ E |                | voie communale                         |                  |                     | |
|                      | Pont d'Auzon                                 | Auzon                                   |               | Auzon                               |                 | 45° 23′ 08,8″ N, 3° 21′ 25″ E   |                | D 5                                    |                  |                     | |
|                      | Pont de Lamothe                              | Lamothe                                 |               | Lamothe                             |                 | 45° 18′ 11,9″ N, 3° 24′ 22,9″ E |                | D 588                                  | 1989             |                     | |
|                      | Pont suspendu de Lamothe (détruit)           | Lamothe                                 |               | Lamothe                             |                 | 45° 18′ 10,6″ N, 3° 24′ 22″ E   |                |                                        | 1887 démoli 1977 |                     | |
|                      | Pont                                         | Brioude                                 |               | Fontannes                           |                 | 45° 17′ 09,5″ N, 3° 24′ 35,6″ E |                | N 102                                  |                  |                     | |
|                      | Pont                                         | Brioude                                 |               | Fontannes                           |                 | 45° 16′ 50,5″ N, 3° 24′ 28,5″ E |                | Ligne St-Germain-des-F - Nîmes-C.      |                  |                     | |
|                      | Pont de Vieille-Brioude                      | Vieille-Brioude                         |               | Vieille-Brioude                     |                 | 45° 15′ 38,5″ N, 3° 24′ 30,5″ E |                | D 912                                  |                  |                     | |
|                      | Pont suspendu de Saint-Ilpize                | Villeneuve-d'Allier                     |               | Saint-Ilpize                        |                 | 45° 11′ 54,8″ N, 3° 23′ 12,5″ E |                | D 22                                   |                  |                     | |
|                      | Pont de Lavoûte-Chilhac                      | Lavoûte-Chilhac                         |               | Lavoûte-Chilhac                     | 80,5 m          | 45° 08′ 55″ N, 3° 24′ 08″ E     | pont en arc    | D 4                                    | XVe              |                     | |
|                      | Pont suspendu de Chilhac                     | Chilhac                                 |               | Chilhac                             |                 | 45° 09′ 16,7″ N, 3° 26′ 13,7″ E |                | D 41                                   | 1883             |                     | |
|                      | Pont                                         | Aubazat                                 |               | Cerzat                              |                 | 45° 08′ 23,6″ N, 3° 28′ 12,8″ E |                | D 141                                  |                  |                     | |
|                      | Pont de Costet                               | Mazeyrat-d'Allier                       |               | Mazeyrat-d'Allier                   |                 | 45° 06′ 59″ N, 3° 29′ 27,2″ E   |                | D 56                                   |                  |                     | |
|                      | Viaduc de Costet                             | Langeac                                 |               | Langeac                             |                 | 45° 06′ 47,7″ N, 3° 29′ 33,4″ E |                | Ligne St-Germain-des-F - Nîmes-C.      |                  |                     | |
|                      | Pont                                         | Langeac                                 |               | Langeac                             |                 | 45° 06′ 02,7″ N, 3° 29′ 55,2″ E |                | D 590                                  |                  |                     | |
|                      | Pont                                         | Chanteuges                              |               | Saint-Arcons-d'Allier               |                 | 45° 04′ 05,9″ N, 3° 32′ 52,6″ E |                | D 30                                   |                  |                     | |
|                      | Pont                                         | Saint-Julien-des-Chazes                 |               | Saint-Julien-des-Chazes             |                 | 45° 02′ 53,5″ N, 3° 35′ 00,5″ E |                | D 48                                   |                  |                     | |
|                      | Pont                                         | Prades                                  |               | Prades                              |                 | 45° 01′ 45,4″ N, 3° 35′ 40,8″ E |                | D 48                                   |                  |                     | |
|                      | Viaduc de la Madeleine                       | Monistrol-d'Allier                      |               | Monistrol-d'Allier                  |                 | 44° 58′ 21,5″ N, 3° 38′ 32,3″ E |                | Ligne St-Germain-des-F - Nîmes-C.      |                  |                     | |
|                      | Pont                                         | Monistrol-d'Allier                      |               | Monistrol-d'Allier                  |                 | 44° 58′ 08,2″ N, 3° 38′ 42,6″ E |                | Voie communale                         |                  |                     | |
|                      | Pont                                         | Monistrol-d'Allier                      |               | Monistrol-d'Allier                  |                 | 44° 58′ 03,2″ N, 3° 38′ 48,1″ E |                | D 589                                  |                  |                     | |
|                      | Viaduc de Fontanès                           | Monistrol-d'Allier                      |               | Saint-Privat-d'Allier               |                 | 44° 58′ 13,5″ N, 3° 39′ 54,8″ E |                | Ligne St-Germain-des-F - Nîmes-C.      |                  |                     | |
|                      | Pont                                         | Monistrol-d'Allier                      |               | Alleyras                            |                 | 44° 56′ 51,6″ N, 3° 40′ 25,7″ E |                | Ligne St-Germain-des-F - Nîmes-C.      |                  |                     | Proche du barrage de Poutès |
|                      | Pont                                         | Alleyras                                |               | Alleyras                            |                 | 44° 55′ 09,1″ N, 3° 40′ 17,8″ E |                | D 33                                   |                  |                     | |
|                      | Pont                                         | Saint-Christophe-d'Allier               |               | Saint-Haon                          |                 | 44° 50′ 45,5″ N, 3° 44′ 20,2″ E |                | Ligne St-Germain-des-F - Nîmes-C.      |                  |                     | |
| Lozère / Haute-Loire |                                              |                                         |               |                                     |                 |                                 |                |                                        |                  |                     | |
|                      | Pont                                         | Saint Bonnet-Laval (Lozère)             |               | Saint-Haon (Haute-Loire)            |                 | 44° 50′ 19,2″ N, 3° 44′ 19″ E   |                | D 988 / D 88                           |                  |                     | |
|                      | Pont                                         | Saint Bonnet-Laval (Lozère)             |               | Rauret (Haute-Loire)                |                 | 44° 48′ 31,5″ N, 3° 45′ 43,2″ E |                | Ligne St-Germain-des-F - Nîmes-C.      |                  |                     | |
|                      | Pont                                         | Naussac-Fontanes (Lozère)               |               | Rauret (Haute-Loire)                |                 | 44° 47′ 34,8″ N, 3° 47′ 15″ E   |                | D 126 / D 401                          |                  |                     | |
|                      | Pont                                         | Naussac-Fontanes (Lozère)               |               | Rauret (Haute-Loire)                |                 | 44° 46′ 02,5″ N, 3° 48′ 44,5″ E |                | Ligne St-Germain-des-F - Nîmes-C.      |                  |                     | |
| Lozère               |                                              |                                         |               |                                     |                 |                                 |                |                                        |                  |                     | |
|                      | Pont                                         | Langogne                                |               | Langogne                            |                 | 44° 44′ 39,2″ N, 3° 50′ 18,2″ E |                | Ligne Le Puy - Langogne                |                  |                     | |
|                      | Pont                                         | Langogne                                |               | Langogne                            |                 | 44° 44′ 05,5″ N, 3° 51′ 27,5″ E |                | N 88                                   |                  |                     | |
| Lozère / Ardèche     |                                              |                                         |               |                                     |                 |                                 |                |                                        |                  |                     | |
|                      | Pont                                         | Langogne (Lozère)                       |               | Lespéron (Ardèche)                  |                 | 44° 43′ 32″ N, 3° 51′ 55,7″ E   |                | D 326 / D 392                          |                  |                     | |
|                      | Pont                                         | Langogne (Lozère)                       |               | Lespéron (Ardèche)                  |                 | 44° 43′ 15,8″ N, 3° 51′ 45,4″ E |                | Ligne St-Germain-des-F - Nîmes-C.      |                  |                     | |
|                      | Pont                                         | Luc (Lozère)                            |               | Cellier-du-Luc (Ardèche)            |                 | 44° 41′ 09,7″ N, 3° 52′ 37,1″ E |                | D 592 / D 292                          |                  |                     | |
|                      | Pont                                         | Luc (Lozère)                            |               | Cellier-du-Luc (Ardèche)            |                 | 44° 40′ 30,2″ N, 3° 52′ 22,8″ E |                | Ligne St-Germain-des-F - Nîmes-C.      |                  |                     | |
|                      | Pont                                         | Luc (Lozère)                            |               | Cellier-du-Luc (Ardèche)            |                 | 44° 39′ 24,1″ N, 3° 53′ 12,1″ E |                | D 519 / D 192                          |                  |                     | |
|                      | Pont de Pranlac                              | Luc (Lozère)                            |               | Laveyrune (Ardèche)                 |                 | 44° 38′ 05,1″ N, 3° 53′ 41,3″ E |                | D 76 / D 154                           |                  |                     | |
|                      | Pont                                         | Luc (Lozère)                            |               | Laveyrune (Ardèche)                 |                 | 44° 37′ 46,6″ N, 3° 53′ 37,1″ E |                | Ligne St-Germain-des-F - Nîmes-C.      |                  |                     | |
|                      | Pont                                         | Luc (Lozère)                            |               | Laveyrune (Ardèche)                 |                 | 44° 37′ 20,9″ N, 3° 53′ 33″ E   |                | Voies communales                       |                  |                     | |
|                      | Pont                                         | Luc (Lozère)                            |               | Laveyrune (Ardèche)                 |                 | 44° 36′ 49,5″ N, 3° 53′ 37,5″ E |                | D 906                                  |                  |                     | |
|                      | Pont                                         | Luc (Lozère)                            |               | Laveyrune (Ardèche)                 |                 | 44° 36′ 46,3″ N, 3° 53′ 51,3″ E |                | Ligne St-Germain-des-F - Nîmes-C.      |                  |                     | |
|                      | Pont                                         | Luc (Lozère)                            |               | Laveyrune (Ardèche)                 |                 | 44° 36′ 47,3″ N, 3° 54′ 08,2″ E |                | Voies communales                       |                  |                     | |
| Lozère               |                                              |                                         |               |                                     |                 |                                 |                |                                        |                  |                     | |
|                      | Pont                                         | La Bastide-Puylaurent                   |               | La Bastide-Puylaurent               |                 | 44° 35′ 30,8″ N, 3° 54′ 18,4″ E |                | D 6                                    |                  |                     | |
|                      | Pont                                         | La Bastide-Puylaurent                   |               | La Bastide-Puylaurent               |                 | 44° 35′ 03,8″ N, 3° 54′ 08,9″ E |                | Ligne St-Germain-des-F - Nîmes-C.      |                  |                     | |
|                      | Pont                                         | La Bastide-Puylaurent                   |               | La Bastide-Puylaurent               |                 | 44° 34′ 47,5″ N, 3° 53′ 49,2″ E |                | Ligne Le Monastier - La Bastide        |                  |                     | |
| À compléter          |                                              |                                         |               |                                     |                 |                                 |                |                                        |                  |                     | |
|                      | Pont de Fia ou pont de Fer                   | Mont Lozère et Goulet                   |               | La Bastide-Puylaurent               |                 | 44° 34′ 06,3″ N, 3° 52′ 13,1″ E |                |                                        |                  |                     | |
|                      | Pont de Peyre ou Pont du Fantou              | Mont Lozère et Goulet                   |               | Mont Lozère et Goulet               |                 |                                 |                | D 6 Pont de pierre en arc              | XIXe             |                     | |
|                      | Pont de l'Allieret.                          | Mont Lozère et Goulet                   |               | Mont Lozère et Goulet               |                 |                                 |                |                                        |                  |                     | Pont le plus en amont sur l'Allier, quelquefois nommé pont Romain la voie qui le traversait a aujourd'hui disparu. Il a probablement été construit pour le passage des grumes. |
|                      |                                              |                                         |               |                                     |                 |                                 |                |                                        |                  |                     | |